# Унгер, Каролина
Каролина Унгер (нем. Caroline Unger; 28 октября 1803 — 23 марта 1877), в браке Каролина Сабатье — австрийская певица.

## Биография
Родилась 28 октября 1803 года в Вене. Пению училась под руководством А. Ланге и И. М. Фогля, затем Дж. Ронкони в Милане. Дебют Каролины состоялся в 1821 году в Вене, когда она исполнила партию Дорабеллы в «Так поступают все» Моцарта.
Унгер была знакома с Бетховеном, который сыграл значимую роль в её артистической судьбе, приняла участие в первом исполнении его 9-й симфонии и «Торжественной мессы» (в трёх фрагментах — Kyrie, Credo, Agnus Dei).
В 1825—1833 годах артистическая деятельность Унгер проходила в Италии: в 1825 году пела в театрах «Дель Фондо» и «Сан-Карло» в Неаполе, в 1827—1830 годах — в Милане в театре «Ла Скала», затем в Риме, Флоренции, Венеции, Болонье и Турине. В 1833—1834 годах выступала в Париже, где имела более умерённый успех. Здесь она исполнила партию Ромео в опере Россини «Капулетти и Монтекки». Выступала также в Вене (1837—1840) и Дрездене (1840—1842). Выступала также как концертная певица.
В 1843 году Унгер оставила сцену. Скончалась 23 октября 1877 году в вилле под Флоренцией.
Каролина Унгер является одной из выдающихся представительниц школы бельканто. Обладала сочным и сильным голосом, немного резким в верхнем регистре. Захватывала зрителей ярким темпераментом и высоким исполнительским пафосом.
Специально с расчётом на её голос и артистичность написали свои оперы композиторы Винченцо Беллини («Чужестранка», 1829), Гаэтано Доницетти («Паризина», 1833, «Велизарий», 1836) и Саверио Меркаданте («Два знаменитых соперника», 1838). Унгер была первой исполнительницей главных партий в этих операх.
Возможно, именно Унгер изобразил Александр Дюма-отец в романе «Любовное приключение» (1859—1860) под именем Мария Д..